# Stictophyllum
Stictophyllum es un género de orquídeas perteneciente a la subfamilia Epidendroideae dentro de la familia Orchidaceae. Tiene dos especies.

## Especies seleccionadas
| - Stictophyllum glabrum - Stictophyllum pygmaeum |